# Jin Huidi
Keizer Hui van Jin of Jin Huidi (Vereenvoudigd Chinees 晋惠帝, trad. 晉惠帝, Pinyin jìn huì dì), of Sima Zhong geboren in 259 en stierf aan gif op 8 januari 307, was de tweede keizer van de Jin-dynastie.

## Biografie
Hij was de oudste zoon van keizer Sima Yan (of Jin Wudi), de stichter van de dynastie. Hij had een verstandelijke beperking en kon niet zelfstandig regeren. Zijn vader had regenten aangesteld, de keizerlijke prinsen (zijn ooms en neven) en zijn vrouw, de keizerin Jia Nanfeng. De strijd om de keizerlijke macht leidde tot de Oorlog van de Acht Prinsen, die tot een diepgaande destabilisatie van het bestuur en de economie van het rijk leidde. De Wu Hu, nomadische volkeren uit de noordelijke steppen, maakte van de situatie gebruik om het Rijk binnen te vallen, wat uiteindelijk zal leiden tot de Periode van de Zestien Koninkrijken. In 301 werd de macht kortstondig overgenomen door zijn oudoom Sima Lun en in 307 werd hij vergiftigd, dit wordt toegeschreven aan prins-regent Sima Yue.